# Rio Răchita
O rio Răchita é um pequeno afluente do rio Başeu, na Romênia. O rio tem 5 km de comprimento e um caudal médio de 8,9 m³/s de água.